# エディ・アダムス
エディ・アダムス（Edie Adams, 1927年4月16日 - 2008年10月15日）は、アメリカ合衆国の女優である。
なお、名前の実際の発音は「イーディ」に近い。

## 来歴
1927年、ペンシルバニア州のキングストンに生まれる。その後、ニューヨークを経てニュージャージー州へ移住。ジュリアード音楽院で声楽の単位を取得後、コロンビア大学とアクターズ・スタジオで演劇を学んだ。またデザインについてもTraphagen School of Fashion Designというデザイン学校で学んでいる。1940年代後半あたりから、テレビのコマーシャルなどへ出演するようになり、1950年には『ミス・US・テレビジョン』で優勝に輝いた。50年代の中盤くらいからテレビドラマなどへも出演するようになってキャリアをスタート。
1960年にはビリー・ワイルダー監督、ジャック・レモン、シャーリー・マクレーンら出演の『アパートの鍵貸します』で劇場映画デビューを果たした。テレビにおいてはトークショーなどのテレビ番組へ出演し、その人気はお茶の間にも浸透。夫でもあり、テレビ番組でのパートナーでもあったコメディアンのアーニー・コヴァックスらと共に人気を博していたが、コヴァックスがその後死去。それがきっかけでアダムスがホストを務める『Here's Edie』という番組が1962年から製作され、アダムス自身はその才能が評価され、同番組で二度プライムタイム・エミー賞にノミネートされた。1970年代に入ってからも、タレントとして以外にも女優として精力的に活動を続け、テレビ、映画における存在を確固たるものにした。

### 私生活
これまで三度の結婚歴があり、最初の夫は公私共にパートナーでもあったコメディアンのアーニー・コヴァックスだったが、1962年にコヴァックスが他界。その後、二度の結婚歴があるが、それぞれが離婚で終わっている。

### 死去
2008年10月15日、カリフォルニア州ロサンゼルスにて、癌と肺炎の併発により死去。81歳だった。

## 出演作品

### 映画
- シンデレラ Cinderella (1957) ※テレビ映画
- アパートの鍵貸します The Apartment (1960)
- らせん階段 The Spiral Staircase (1961) ※テレビ映画
- 恋人よ帰れ Lover Come Back (1961)
- 腰抜けアフリカ博士 Call Me Bwana (1963)
- ヤム・ヤム・ガール Under the Yum Yum Tree (1963)
- おかしなおかしなおかしな世界 It's a Mad, Mad, Mad, Mad World (1963)
- マンハッタン物語 Love with the Proper Stranger (1963)
- 最後の勝利者 The Best Man (1964)
- メイド・イン・パリ Made in Paris (1966)
- オスカー The Oscar (1966)
- 三人の女性への招待状 The Honey Pot (1967)
- Evil Roy Slade (1972)
- ポリス・ストーリー/聞き込み Cop on the Beat (1975)
- ポリス・ウーマン Police Woman (1978)
- スーパーボウル/殺意のファイナルゲーム Superdome (1978)
- チーチ&チョン スモーキング作戦 Up in Smoke (1978)
- Fast Friends (1979)
- ビバリーヒルズLOVEゲーム/テニスコーチはタマさばきがお上手 Racquet (1979)
- 自由と愛の大地/第2部 建設 The Seekers (1979)
- ハッピーフッカー2 The Happy Hooker Goes Hollywood (1980)
- Portrait of an Escort (1980)
- A Cry for Love (1980)
- ボックスオフィス Boxoffice (1982)
- Shooting Stars (1983)
- Ernie Kovacs: Between the Laughter (1984)
- 私立探偵ジェイク Jake Spanner, Private Eye (1989)

### テレビドラマ
- Suspense (1954)
- Appointment with Adventure (1955)
- Suspicion (1958)
- ジェネラル・エレクトリック・シアター General Electric Theater (1958)
- Theatre '62 (1961)
- ザ・ルーシー・ショー The Lucy Show (1968)
- Love, American Style (1971)
- 署長マクミラン McMillan & Wife (1972)
- 警官フォレスター Joe Forrester (1975)
- 追跡者ハリー・オー Harry O (1976)
- ブルー・ナイト The Blue Knight (1976)
- 女刑事ペパー Police Woman (1978)
- ラブ・ボート The Love Boat (1978)
- ミセス・コロンボ Mrs. Columbo (1979)
- マン・コールド・スローン A Man Called Sloane (1979)
- Bosom Buddies (1980)
- ベガス Vega$ (1981)
- ファンタジー・アイランド Fantasy Island (1981)
- ジェシカおばさんの事件簿 Murder, She Wrote (1985)
- Dr.トラッパー サンフランシスコ病院物語 Trapper John, M.D. (1985)
- それいけ!! 2人は逃亡者 Adventures Beyond Belief (1987)
- Designing Women (1990)
- Armistead Maupin's Tales of the City (1993)
- Great Performances (2004)